# Iwate Grulla Morioka
Iwate Grulla Morioka (いわてグルージャ盛岡 Iwate Gurūja Morioka?) es un club de fútbol de Japón ubicado en la ciudad de Morioka, en la Prefectura de Iwate. Fue fundado en 2003 y disputará la Japan Football League, la cuarta división del fútbol Japonés desde la temporada 2025.

## Historia

### Primeros años (2000-2003)
Inicialmente conocido como Villanova Morioka (ヴィラノーバ盛岡 Viranōba Morioka?), el equipo fue organizado por los alumnos de la Escuela Secundaria Comercial de Morioka y la Escuela Secundaria Morioka Chuo en 2000.

### Grulla Morioka (2004-2018)
En 2003, fue fundada una organización sin ánimo de lucro denominada Association of Setting Up a J. League Team in Morioka (Jリーグチームを盛岡に作る会 J Rīgu chīmu wo Morioka ni tsukuru kai?), y el equipo fue reorganizado y cambió su nombre a Grulla Morioka en febrero de 2004, con la intención de lograr el ascenso a la J. League para 2008.
El nombre del equipo proviene de la palabra castellana grulla, que alude al ave presente en el kamon del Clan Nanbu del antiguo han de Morioka y que posteriormente se transformó en el símbolo local de la ciudad de Morioka.
Bajo la nueva organización, el exfutbolista del JEF United Chiba y de Oita Trinita, Shinichi Muto, fue invitado a entrenar y capitanear al equipo con la compañía de jugadores del desaparecido Villanova Morioka y de la J2 League. Ellos jugaron su primer partido el 9 de mayo de 2004, lo que pudo ser visto como una presentación de antemano a la prensa local. Ganaron la segunda división de la Liga Regional de Tohoku en 2004 y ascendieron a la primera división en 2005. En el mismo año, ganaron su primer campeonato de la liga, que fue compartido con TDK S.C. Toru Yoshida ha estado entrenando al equipo desde 2006.

### Iwate Grulla Morioka (2019-actualidad)
A partir de la temporada 2019 el club adoptó como nuevo nombre Iwate Grulla Morioka (いわてグルージャ盛岡 Iwate Gurūja Morioka?).
El 3 de noviembre de 2024 descendió a la Japan Football League, la cuarta división después de una paupérrima campaña donde quedó colista.

## Uniforme
- Uniforme titular: Camiseta blanca, pantalón negro, medias blancas.
- Uniforme alternativo: Camiseta roja, pantalón blanco, medias negras.

| Titular | Alternativo |

### Evolución
| Local | Local | Local | Local | Local |
| ----- | ----- | ----- | ----- | ----- |
| 2015  | 2016  | 2017  | 2018  | 2019  |
| 2020  | 2021  | 2022  |       |       |

| Visita | Visita | Visita | Visita | Visita |
| ------ | ------ | ------ | ------ | ------ |
| 2015   | 2016   | 2017   | 2018   | 2019   |
| 2020   | 2021   | 2022   |        |        |

| 2021 |

## Jugadores

### Jugadores destacados
La siguiente lista recoge algunos de los futbolistas más destacados de la entidad.
| Japón - Kenta Matsuda (2007-2016) - Ken Matsumoto (2012) - Kohei Doi (2012-) - Shuhei Doen (2012-2014) - Ryota Doi (2013-2014, 2016) - Keisuke Matsumoto (2013-2015) - Jo Inoue (2015-2017) - Ichiro Suzuki (2016) - Daichi Hakkaku (2016-2017) - Kento Dodate (2016-2017) - Kenta Anraku (2016-) - Kazuma Umenai (2016-) - Gaku Sugamoto (2017-) - Hiromi Nakashima (2017-) - Kazuto Kushida (2019-) |

## Récord
| Año  | División                    | PJ | Pts | G  | E  | P  | GF | GC | DG  | Posición   | Entrenador       |
| ---- | --------------------------- | -- | --- | -- | -- | -- | -- | -- | --- | ---------- | ---------------- |
| 2003 | Liga de Tohoku Div. 2 Norte | 10 | 18  | 5  | 3  | 2  | 16 | 12 | +4  | 4.º        | Shinobu Yoshida  |
| 2004 | Liga de Tohoku Div. 2 Norte | 10 | 28  | 9  | 1  | 0  | 54 | 9  | +45 | Campeón    | Shinichi Muto    |
| 2005 | Liga de Tohoku Div. 1       | 12 | 29  | 9  | 2  | 1  | 36 | 10 | +26 | Campeón    | Shinichi Muto    |
| 2006 | Liga de Tohoku Div. 1       | 14 | 30  | 11 | 0  | 3  | 32 | 18 | +14 | Subcampeón | Toru Yoshida     |
| 2007 | Liga de Tohoku Div. 1       | 14 | 39  | 13 | 0  | 1  | 65 | 14 | +51 | Campeón    | Toru Yoshida     |
| 2008 | Liga de Tohoku Div. 1       | 14 | 38  | 12 | 2  | 0  | 63 | 8  | +55 | Campeón    | Toru Yoshida     |
| 2009 | Liga de Tohoku Div. 1       | 14 | 36  | 11 | 3  | 0  | 59 | 15 | +44 | Campeón    | Toru Yoshida     |
| 2010 | Liga de Tohoku Div. 1       | 14 | 37  | 12 | 1  | 1  | 57 | 11 | +46 | Campeón    | Toru Yoshida     |
| 2011 | Liga de Tohoku Div. 1       | 12 | 27  | 8  | 3  | 1  | 35 | 15 | +20 | Subcampeón | Naoki Naruo      |
| 2012 | Liga de Tohoku Div. 1       | 12 | 30  | 10 | 0  | 2  | 48 | 5  | +43 | Subcampeón | Naoki Naruo      |
| 2013 | Liga de Tohoku Div. 1       | 18 | 49  | 16 | 1  | 1  | 95 | 10 | +85 | Campeón    | Naoki Naruo      |
| 2014 | J3                          | 33 | 45  | 12 | 9  | 12 | 34 | 25 | +9  | 5.º        | Naoki Naruo      |
| 2015 | J3                          | 36 | 35  | 11 | 8  | 17 | 36 | 47 | −11 | 11.º       | Naoki Naruo      |
| 2016 | J3                          | 30 | 30  | 6  | 12 | 12 | 43 | 47 | −4  | 13.º       | Akihiko Kamikawa |

## Rivalidades
Derbi de Tohoku
El derbi de Tohoku considera a todos los enfrentamientos de los clubes de la región de Tohoku con excepción del derbi de Michinoku, es decir que en el participan el Vanraure Hachinohe, Grulla Morioka, Vegalta Sendai, Blaublitz Akita, Montedio Yamagata y Fukushima United. También existe un derbi de Tohoku en la JFL enfrentando al ReinMeer Aomori y el Sony Sendai.